# Maluridae
Maluridae é uma família de aves pertencentes a ordem Passeriformes. Compreende pequenas aves insetívoras encontradas na Austrália e Nova Guiné. Através de estudos morfológicos e de DNA, foi possível inferir que esta família emergiu da grande radiação adaptativa dos corvídeos que ocorreu na Australásia.

## Descrição e biologia
São aves de tamanho médio a pequeno. Habitam uma grande variedade de ambientes, das florestas tropicais ao deserto, embora a maioria das espécies sejam encontradas nas pastagens e cerrados. O gênero Amytornis apresentam camuflagem com uma padrão negro e marrom das penas, mas os outros gêneros tem freqüentemente plumagem com coloração brilhante, especialmente os machos.
Eles são insetívoros, geralmente alimentando-se na vegetação rasteira. Constroem ninhos abobadados nas áreas de vegetação densa, e não incomum que os filhotes permaneçam no ninho e ajudem na criação dos filhotes da próxima ninhada.
Aves do gênero Malurus são notáveis por várias características comportamentais peculiares. Elas são socialmente monogâmicas e sexualmente promíscuas. Machos de várias espécies colhem pétalas de coloração variada e exibem-nas as fêmeas, por razões ainda desconhecidas.

## Sistemática e taxonomia
Como muitas outros animais australianos, os membros desta família foram mal compreendidos pelos primeiros pesquisadores. Eles tiveram uma variada classificação, sendo agrupados nas famílias Muscicapidae, Sylviidae e Timaliidae. No final da década de 1960, estudos morfológicos começaram a sugerir que os gêneros Malurus, Stipiturus, Amytornis, Sipodotus e Clytomyias eram relatados entre si, e seguindo o trabalho pioneiro de Charles Sibley com proteínas do ovo em meados da década de 1970, pesquisadores australianos nomearam a família Maluridae em 1975.
Com o aumento de estudos morfológicos e o progresso nas análises de DNA no final do século XX, o posicionamento da família tornou-se mais claro. A Maluridae é uma das muitas famílias que emergiu da grande radiação adaptativa dos corvídeos na Australásia. Seus parentes mais próximos são as famílias Meliphagidae e Pardalotidae. Sua óbvia semelhança com a família Troglodytidae da Europa e Américas não é genética, mas simples conseqüência da evolução convergente entre as espécies que compartilham o mesmo nicho ecológico.
| Variação da composição da família Maluridae entre autores | Variação da composição da família Maluridae entre autores | Variação da composição da família Maluridae entre autores |
| Autor(es) (Ano) | N° de gênero                                              | Nº de espécies                                            |
| --- | --------------------------------------------------------- | --------------------------------------------------------- |
| Sibley e Monroe (1990; 1993) [*] | 5                                                         | 26 [a]                                                    |
| Howard e Moore (2003) | 5                                                         | 28                                                        |
| Clements (2005) | 5                                                         | 27 [b]                                                    |
| Del Hoyo (2007) | 5                                                         | 25 [c]                                                    |
| Birdlife International (2008, v. 1) | 5                                                         | 27 [d]                                                    |
| IOC (2008, v. 1.6) | 5                                                         | 28                                                        |
| - ^ Era considerada uma subfamília da Pardalotidae. a. ^ Não inclui ballarae e merrotsyi. b. ^ Não inclui campbelli. c. ^ Não inclui ballarae, merrotsyi e campbelli. d. ^ Não inclui ballarae. |                                                           |                                                           |

- Família Maluridae Swainson, 1831
  - Subfamília Malurinae Swainson, 1831
    - Tribo Malurini 
      - Gênero Sipodotus Mathews, 1928
        - Sipodotus wallacii (G.R. Gray, 1862)

      - Gênero Malurus Vieillot, 1816
        - Malurus grayi (Wallace, 1862)
        - Malurus campbelli [a] Schodde & Mason, 1982
        - Malurus alboscapulatus A.B. Meyer, 1874
        - Malurus cyanocephalus (Quoy & Gaimard, 1830)
        - Malurus amabilis Gould, 1837
        - Malurus lamberti Vigors & Horsfield 1827
        - Malurus pulcherrimus Gould, 1844
        - Malurus elegans Gould, 1837
        - Malurus cyaneus (Latham, 1783)
        - Malurus splendens (Quoy & Gaimard, 1830)
        - Malurus coronatus Gould, 1858
        - Malurus alboscapulatus A.B. Meyer, 1874
        - Malurus melanocephalus (Latham, 1802)
        - Malurus leucopterus Dumont, 1824

      - Gênero Clytomyias Sharpe, 1879
        - Clytomyias insignis Sharpe, 1879

    - Tribo Stipiturini  Amytornis striatus
      - Gênero Stipiturus Lesson, 1831

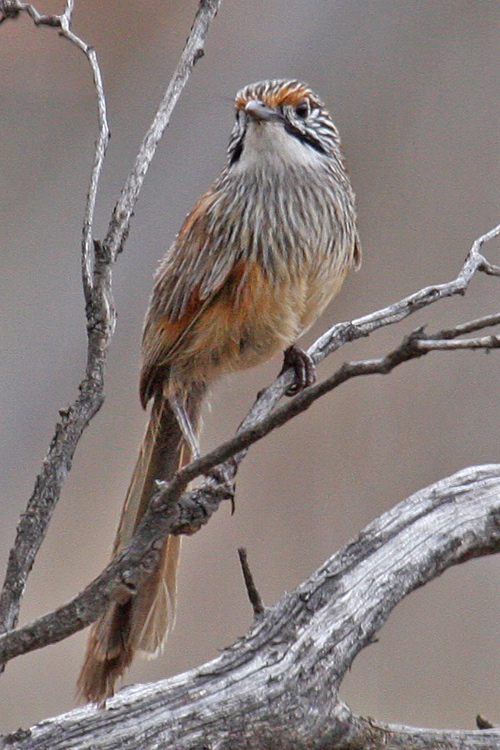
Amytornis striatus

        - Stipiturus malachurus (Shaw, 1798)
        - Stipiturus mallee Campbell, 1908
        - Stipiturus ruficeps Campbell, 1899

  - Subfamília Amytornithinae Mathews, 1946
    - Gênero Amytornis Stejneger, 1885
      - Amytornis barbatus Favaloro & McEvey, 1968
      - Amytornis housei (Milligan, 1902)
      - Amytornis woodwardi Hartert, 1905
      - Amytornis dorotheae (Mathews, 1914)
      - Amytornis merrotsyi [b] Mellor, 1913
      - Amytornis striatus Gould, 1840
      - Amytornis goyderi (Gould, 1875)
      - Amytornis textilis (Dumont, 1824)
      - Amytornis purnelli (Mathews, 1914)
      - Amytornis ballarae [c] Condon 1969